# Bedford & County Golf Club
El Bedford & County Golf Club es un club de golf al noreste de Clapham, Bedfordshire, Inglaterra. Se estableció en 1912 y es considerado uno de los mejores campos de golf de la región. Está clasificado en la sexta posición por el sitio web Top 100 Golf Courses. En 1995, el campo medía 6,290 yardas (5,686 metros aproximadamente).